# Ein charmanter Schwindler
Ein charmanter Schwindler ist eine US-amerikanische Filmkomödie aus dem Jahr 1933 von Mervyn LeRoy mit James Cagney in der Hauptrolle. Der Pre-Code-Film wurde von Warner Bros. produziert.

## Handlung
Lefty Merrill, Veranstalter eines Tanzmarathons, wird von seinem Partner um das auszuzahlende Preisgeld betrogen. Lefty ist in die Gewinnerin Ruth Waters verliebt, doch deren Mutter Lil will für ihre Tochter einen reichen Ehemann. Um das Preisgeld an Ruth auszahlen zu können, veranstaltet Lefty eine getürkte Schatzjagd an einem Pier. Er kann mit dem Eintrittsgeld entkommen, gerade bevor die Teilnehmer auf der Suche nach dem angeblichen Schatz den Pier zerstören. Er erfährt, dass die Waters nach New York abgereist sind, nachdem sie die Möbel ihres möblierten Appartements verkauft haben.
Lefty folgt den Frauen Richtung Osten. Ruth arbeitet als Model und trifft sich mit dem wohlhabenden Modefotografen John Hayden. Sie hat Schwierigkeiten, für eine Fotosession eine Gesichtscreme aufzutragen, so dass Lefty glaubt, ihre Anstrengungen würden genug Kalorien verbrennen, dass er die Creme als Abmagerungscreme verkaufen kann. Mit der Unterstützung einiger Damen der Gesellschaft wird seine Werbekampagne ein voller Erfolg, der ihn in Lils Augen zu einer guten Partie für Ruth macht. Ruth hingegen will ihn erst heiraten, wenn sie herausfindet, wie der Erfolg Lefty verändert.
Leftys Kampagne für ein Kleinstadt-College wird ebenfalls ein voller Erfolg. Man verleiht ihm die Ehrendoktorwürde, und die Studentin Marlene Reeves beginnt, sich für ihn zu interessieren. Marlenes Vater Charles engagiert Lefty für eine Werbekampagne für Grapefrucht-Plantagen in Florida. Lefty bittet Ruth, ihn zu begleiten und in Florida zu heiraten, doch Ruth besteht darauf, erst zu heiraten, wenn sie in New York sind. Ruth und Lil wollen Lefty einen Überraschungsbesuch in Florida abstatten. Dabei finden sie Lefty beim Frühstück in Marlenes Hotelzimmer vor.
Lefty wird wegen Werbebetruges festgenommen, da niemand Grapefrüchte kaufen will. Er kann die Behörden durch eine erfolgreiche Kampagne für 18-Tage-Grapefrucht-Diät überzeugen, die Anklage gegen ihn fallenzulassen. Als Lil ihm mitteilt, dass Ruth John heiraten will, überzeugt er sie, dass sie ihn liebe.

## Produktion

### Hintergrund
Gedreht wurde der Film ab Ende Oktober 1932 im Freizeitpark Ocean Park Pier in Santa Monica sowie in den Warner-Studios in Burbank.
Die für die Hauptrolle vorgesehene Carole Lombard lehnte die Rolle ab und wurde von Mary Brian ersetzt. Der Film wurde innerhalb von 31 Tagen fertig gestellt und kostete 189.000 Dollar (2023: ca. 4,5 Millionen Dollar).

### Stab
Robert M. Haas oblag die künstlerische Leitung. Orry-Kelly war für das Kostümbild zuständig.

### Besetzung
In kleinen nicht im Abspann erwähnten Nebenrollen traten Berton Churchill, G. Pat Collins, Mary Doran, Douglass Dumbrille, Emma Dunn, Bess Flowers, Gavin Gordon, Grace Hayle, Sterling Holloway und Harry Holman auf.

### Musik
Das Lied M-O-T-H-E-R, a Word That Means the World to Me wurde von Howard Johnson und Theodore F. Morse komponiert. Der Komponist des Songs Grapefruit Acres ist unbekannt.
Leo F. Forbstein dirigierte das Vitaphone-Orchester.

## Synchronisation
Die deutsche Synchronfassung entstand 1979 im Auftrag der Beta-Technik Gesellschaft für Filmbearbeitung mbH.
| Rolle         | Schauspieler  | Deutscher Synchronsprecher |
| ------------- | ------------- | -------------------------- |
| Lefty Merrill | James Cagney  | Wolfgang Draeger           |
| Radiosprecher | Allen Jenkins | Erich Ebert                |

## Veröffentlichung
Die Premiere des Films fand am 28. Januar 1933 statt. In der Bundesrepublik Deutschland wurde er am 15. Mai 1979 im deutschen Fernsehen ausgestrahlt.

## Kritiken
Der Filmkritiken-Aggregator Rotten Tomatoes hat in einer Auswertung ein Publikumsergebnis von 44 Prozent positiver Bewertungen ermittelt.
Das Lexikon des internationalen Films schrieb: „Eine spritzige Gesellschafts-Komödie mit bravourösen schauspielerischen Leistungen, die in Typen und Milieu, Aktionen und Story das Amerika der 20er und 30er Jahre lebendig werden läßt. Sie zeigt auf humorvolle Weise, wie mit der Dummheit und Eitelkeit der Menschen Geld gemacht werden kann.“
Die Filmzeitschrift Cinema befand: „Glanzrolle für Tausendsassa Cagney.“
Mordaunt Hall von der The New York Times beschrieb den Film als leidenschaftlichen, bodenständigen, saloppen Beitrag mit vielen heiteren Momenten.